# 共咖啡
共咖啡是越南的连锁咖啡店，在越南的河内、胡志明市、岘港等大小城市，以及马来西亚吉隆坡、韩国首尔和台灣台北等地设有分店，招牌是椰子咖啡。
共咖啡在2007年成立于河内，首店地址在二征夫人郡赵越王街152D号（152D phố Triệu Việt Vương thuộc quận Hai Bà Trưng），创始人为阮河玲（Nguyễn Hà Linh）。所有门店皆以20世纪80年代越南的怀旧风格装修。